# Protocolo para tratamento quimoterapêutico
Protocolo para tratamento da Quimioterapia é um regime para quimioterapia, definindo as drogas a serem usadas, sua dosagem, a frequência e a duração dos tratamentos e outras considerações. Na moderna oncologia, muitos esquemas combinam várias  quimioterápicos em quimioterapia combinada. A maioria dos medicamentos utilizados na quimioterapia antineoplásica é citostática, muitos deles por via citotóxica.
Uma filosofia fundamental da oncologia, incluindo a combinação de quimioterapia, é que diferentes drogas funcionam através de diferentes mecanismos, e que os resultados do uso de múltiplas drogas serão, até certo ponto, sinérgicos. Porque eles têm diferentes efeitos adversos limitantes da dose, eles podem ser administrados em doses plenas em regimes de quimioterapia.
A primeira combinação bem-sucedida de quimioterapia foi  MOPP, introduzida em 1963 para linfoma s.
O termo " regime de indução" refere-se a um regime de quimioterapia utilizado para o tratamento inicial de uma doença. Uma " regime de manutenção" refere-se ao uso contínuo de quimioterapia para reduzir as chances de um câncer  recorrente ou  prevenir um câncer existente de continuar a crescer.

São identificados por acrônimos, identificando os agentes usados na combinação. 
| Nome             | Componentes | Exemplo de uso, e outras observações                                   |
| ---------------- | --- | ---------------------------------------------------------------------- |
| ABVD             | Adriamicina (Doxorrubicina), Bleomicina, Vimblastina, Dacarbazina                                                                           | Linfoma de Hodgkin                                                     |
| AC               | Adriamicina (Doxorubicina), Ciclofosfamida                                                                                                  | Câncer de mama                                                         |
| BEACOPP          | Bleomicina, Etoposida, Adriamicina (Doxorrubicina), Ciclofosfamida, Oncovin (Vincristina), Procarbazina, Prednisona                         | Linfoma de Hodgkin                                                     |
| BEP              | Bleomicina, Etoposida, Cisplatina | Câncer testicular, Tumor de células germinais                          |
| CAF              | Ciclofosfamida, Adriamicina (Doxorrubicina), Fluorouracil (5-FU)                                                                            | Câncer de mama                                                         |
| CAV              | Ciclofosfamida, Adriamicina (Doxorrubicina), Vincristina                                                                                    | Câncer de pulmão                                                       |
| CBV              | Ciclofosfamida, BCNU Carmustina, VP-16 (Etoposida)                                                                                          | Linfoma                                                                |
| ChlVPP/EVA       | Clorambucil, Vincristina (Oncovin), Procarbazina, Prednisona, Etoposida, Vimblastina, Adriamicina (Doxorubicina)                            | Linfoma de Hodgkin                                                     |
| CHOP             | Ciclofosfamida, Hidroxidoxorubicina (Doxorrubicina), Vincristina (Oncovin), Prednisona                                                      | Linfoma não-Hodgkin                                                    |
| CHOP-R ou R-CHOP | CHOP + rituximab | Linfoma Não-Hodgkin células B                                          |
| COP ou CVP       | Ciclofosfamida, Oncovin (Vincristina), Prednisona                                                                                           | Linfoma não-Hodgkin em pacientes com história de doença cardiovascular |
| CMF              | Ciclofosfamide, Metotrexato, Fluorouracil (5-FU)                                                                                            | Câncer de mama                                                         |
| COPP             | Ciclofosfamida, Oncovin (Vincristina), Procarbazina, prednisona                                                                             | Linfoma não-Hodgkin                                                    |
| EC               | Epirubicina, Ciclofosfamida | Câncer de mama                                                         |
| ECF              | Epirubicina, Cisplatina, Fluorouracil (5-FU)                                                                                                | Câncer do estômago e Câncer esofágico                                  |
| FEC              | Fluorouracil (5-FU), Epirrubicina, Ciclofosfamida                                                                                           | Câncer de mama                                                         |
| FOLFOX           | Fluorouracil (5-FU), leleucovorin (Ácido folínico), oxaliplatina                                                                            | Câncer colorretal                                                      |
| m-BACOD          | Metotrexato, Bleomicina, Adriamicina (Doxorubicina), Ciclofosfamida, Oncovin (Vincristina), Dexametasona                                    | Linfoma não-Hodgkin                                                    |
| MACOP-B          | Metotrexato, Leucovorin (Ácido folínico), Adriamicina (Doxorrubicina), Ciclofosfamida, Oncovin (Vincristina), Prednisona, Bleomicina        | Linfoma não-Hodgkin                                                    |
| MOPP             | Mecloretamina, Oncovin (Vincristina), Procarbazina, Prednisona                                                                              | Linfoma de Hodgkin                                                     |
| PCV              | Procarbazina, CCNU (Lomustina), Vincristina                                                                                                 | Tumor cerebral                                                         |
| ProMACE-MOPP     | Metotrexato, Adriamicina (Doxorrubicina), Ciclofosfamida, Etoposida + protocolo MOPP                                                        | Linfoma não-Hodgkin                                                    |
| ProMACE-CytaBOM  | Prednisona, Doxorrubicina (adriamicina), Ciclofosfamida, Etoposida, Citarabina, Bleomicina, Oncovin (Vincristina), Metotrexato, Leucovorina | Linfoma não-Hodgkin                                                    |
| R-FCM            | Rituximab, Fludarabina, Ciclofosfamida, Mitoxantrona                                                                                        | Linfoma não-Hodgkin células B                                          |
| Stanford V       | Doxorrubicina, Mecloretamina, Bleomicina, Vinblastina, Vincristina, Etoposida, Prednisona                                                   | Linfoma de Hodgkin                                                     |
| Thal/Dex         | Talidomida, dexametasona | Mieloma múltiplo                                                       |
| VAD              | Vincristina, Adriamicina (Doxorrubicina), Dexametasona                                                                                      | Mieloma múltiplo                                                       |
| VAPEC-B          | Vincristina, Adriamicina (Doxorrubicina), Prednisona, Etoposido, Ciclofosfamida, Bleomicina                                                 | Linfoma de Hodgkin                                                     |